# Líbia italiana
La Líbia italiana (italià: Libia italiana; àrab: ليبيا الإيطالية, Lībiyā al-Iṭāliyya) va ser una colònia del Regne d'Itàlia que formava part de l'Àfrica Septentrional Italiana.

## Història

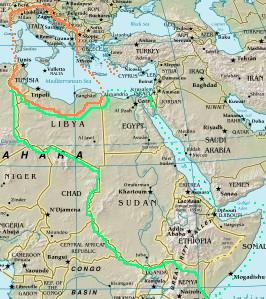
La Líbia italiana havia de formar part del projecte de la Gran Itàlia: la línia taronja mostra les àrees d'Europa i del nord d'Àfrica que s'havien d'incloure el 1940, tras una eventual victòria dels aliats. En verd, les àrees ocupades pels italians el novembre del 1942 amb la part interna del desert.

A les últimes dècades del segle xix les principals potències europees havien colonitzat la quasi totalitat del continent africà. La conferència de Berlín de 1884, havia organitzat el repartiment colonial de l'Àfrica, deixant el que es consideraven les millors zones sota el control de les potències de primer ordre. El Regne d'Itàlia, que no gaudia d'aquest estatus, havia quedat al marge de la repartició colonial.
Itàlia es va procurar a ella mateixa un imperi colonial al territori libi envaint-ho el 1912, aprofitant així la proximitat amb la península italiana i la debilitat de l'Imperi Otomà. Líbia havia romàs, fins a aquest moment, i a causa del desconeixement dels seus potencials recursos per part de les nacions colonials europees, sota el control més o menys directament de l'Imperi Otomà, sense tenir una major rellevància des del punt de vista geoestratègic.
La presència italiana es va fiançar amb l'arribada al poder de Benito Mussolini al Regne d'Itàlia (1922). Tanmateix, això va portar aparellat l'increment dels problemes derivats del règim colonial. Malgrat l'extremada pobresa de la major part del territori, el govern italià va intentar l'assentament de colons italians, especialment de Sicília i el sud d'Itàlia.
Famílies senceres viatjaven a la recerca d'un millor esdevenidor, esperançats per la promesa de rebre terres gratuïtes per part de l'estat. Però aquestes terres no eren les millors i malgrat la proximitat amb Itàlia, eren completament diferents, ja que eren zones desèrtiques o semidesèrtiques. Les terres més aptes per al conreu es troben al litoral mediterrani, per la qual cosa les poblacions natives van ser desplaçades per força per donar les seves terres als colons. Això va provocar conflictes amb la població autòctona, que van acabar el 1931, data en què els beduins sanusi van abandonar la resistència enfront dels italians. El cap dels sanusi era el xeic Sidi Idris, que va rebre el títol d'emir de Cirenaica amb sobirania sobre l'oasi de Kufra.

## Creació de Líbia italiana

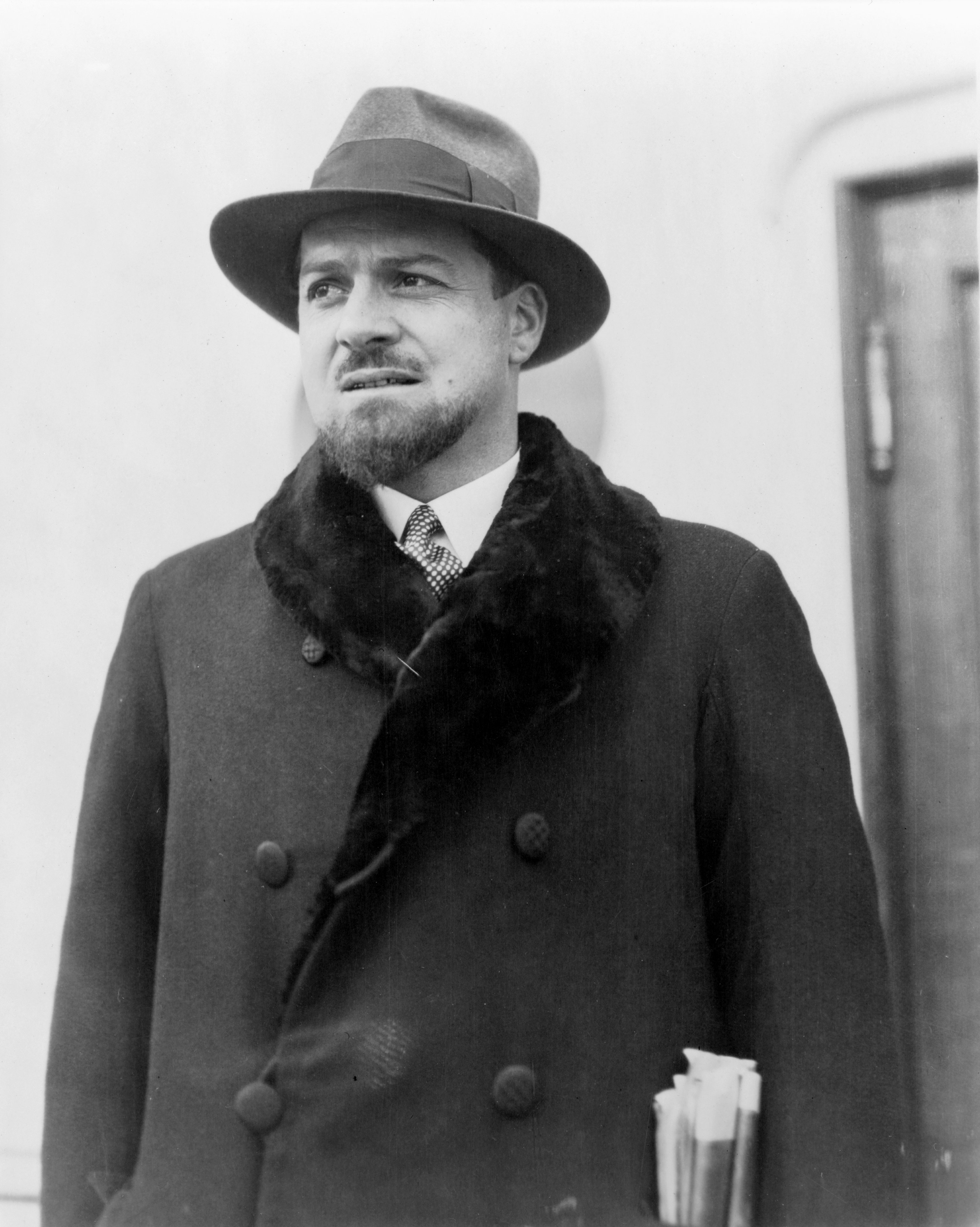
El governador Italo Balbo, «creador» de Líbia el 1934.

El 1934 el governador Italo Balbo va unir les dues colònies italianes de Tripolitània i Cirenaica, creant l'anomenada «Líbia italiana», els límits de la qual corresponien a l'actual Líbia -en 1935 li va ser afegida la Franja d'Aouzou-. Balbo va fer prosperar a la seva colònia assentant molts colons italians en vil·les i ciutats construïdes per a ells: el 1938 i el 1939 va fer arribar els nomenats Ventimilli, o sigui 20.000 colons italians que es van establir a diverses dotzenes de noves colònies agrícoles.
El 1940 n'hi havia quasi 120.000 Italians a Líbia, és a dir el 13% del total de la població. Balbo va crear noves petites ciutats per al desenvolupament agrícola del nord de Líbia per part d'aquests colons italians i algunes també per als àrabs locals.
Amb Balbo van ser realitzades infraestructures fonamentals per a Líbia, com la carretera de la costa des de Tunísia fins a Egipte, 400 km de ferrocarrils, ports i hospitals, etc. Tot aquest progrés es va estancar amb l'inici de les hostilitats entre el Regne d'Itàlia i Gran Bretanya al juny de 1940. Balbo va ser l'únic cap feixista que es va oposar a l'aliança de Mussolini amb Hitler i que es va oposar també, fins a la seva mort accidental -dubtosa per a alguns-, a l'entrada en guerra d'Itàlia.
Durant la Segona Guerra Mundial, es van deslliurar crucials batalles en terra libia, com la de Tobruk, que en gran part van decidir la sort de la guerra en el seu teatre europeu. Després d'un atac italià al Regne d'Egipte el 1940, els contraatacs britànics van requerir la intervenció de forces alemanyes. El famós Afrika Korps, manat pel general Rommel, va combatre amb els italians contra aliats dirigits per Montgomery. L'any 1943 els Italo-alemanys van ser finalment derrotats i les tropes de l'Eix expulsades de la costa nord-africana. En el període postbèl·lic la major part de Líbia va quedar sota administració britànica, llevat de la zona de Fezzan, controlada per França.
El 1947 Itàlia es va quedar sense colònies a causa del Tractat de Pau després de la Segona Guerra Mundial i així va perdre la Líbia italiana. Per a la comunitat italiana va començar un difícil període en el qual es va reduir la seva consistència considerablement. El 1970 el dictador libi Muammar al-Gaddafi va expulsar els últims 20.000 italians de Líbia.

## Divisió administrativa
La Líbia italiana va ser dividida en quatre províncies i un territori militar: 
- Província de Trípoli (capital Trípoli)
- Província de Misurata (capital Misratah)
- Província de Bengazi (capital Bengasi)
- Província de Derna (capital Derna)
- Territori Militar del Sud Sàhara líbic

La capital administrativa de tota la Líbia italiana, on residia el governador, era Trípoli.

## La comunitat italiana a Líbia
La comunitat italiana a Líbia va ser petita inicialment a causa de la guerrilla àrab entre 1912 i 1922. Amb l'arribada de Mussolini al poder va començar a créixer el nombre d'italians a Líbia i l'any 1940 eren quasi 120.000, concentrats a la costa.
|
Dels 22.530 italians del 2004 constituïen, en la seva majoria, treballadors de la indústria petroliera italiana amb nacionalitat asiàtica, que eran registrats per les autoritats líbies com «italians».
Després de la derrota italiana molts italians van emigrar de Líbia. Els últims 20.000 van ser expulsats el 1970. Ara queden a Líbia solament uns pocs centenars de vells colons italians, concentrats a Trípoli i Bengasi.
| Any  | Italians | %      | Hab. Líbia | Referència                                                                     |
| ---- | -------- | ------ | ---------- | ------------------------------------------------------------------------------ |
| 1936 | 112.600  | 13,26% | 848.600    | Enciclopedia Geografica Mondiale K-Z, De Agostini, 1996                        |
| 1939 | 108.419  | 12,37% | 876.563    | Guida Breve d'Italia Vol. III, C.T.I., 1939                                    |
| 1962 | 35.000   | 2,1%   | 1.681.739  | Enciclopedia Motta, Vol. VIII, Motta Editore, 1969                             |
| 1982 | 1.500    | 0,05%  | 2.856.000  | Atlante Geografico Universale, Fabbri Editori, 1988                            |
| 2004 | 22.530   | 0,4%   | 5.631.585  | L'Aménagement Linguistique dans le Monde Arxivat 2009-04-26 a Wayback Machine. |